# Лъчезар Станчев
Лъчезар Дончев Станчев е български писател, поет, автор на литература за деца и за възрастни, преводач, наречен от Валери Петров „поета на усмивката“.

## Биография
Роден е във „Вила Незабравка“ в курорта Вършец на 12 септември (нов стил: 25 септември) 1908 г. Този роден дом е осемстаен семеен хотел, построен (със заем от Ипотекарната банка) от неговите родители — учителите общественици Донка Станчева и Дончо Станчев-Лъчезаров. Лъчезар Станчев завършва романска (френска) филология в Софийския университет „Свети Климент Охридски“. През 1937–1939 г. с конкурс специализира във Факултета по литература в Парижкия университет — Сорбоната, с декан философа Анри Делакроа (1928-1937 г.). Сътрудничи като асистент на проф. Л. Болийо в „Училище за живи източни езици“ и е кореспондент за култура на в. „Заря“ с редактор Кр. Станчев. Елин Пелин кумува на сватбата му в църквата „Света София“ през 1941 г. с филоложката Елена Бояджиева — дъщеря на Владимир Бояджиев от Охрид.
Лъчезар Станчев печата за първи път през 1925 г. — във вестник „Нови дни“, под псевдонима Лъчезар Жаднев. Първото стихотворение за деца обнародва в сп. „Детска радост“ през 1927 г., а първата приказка за деца — в сп. „Светулка“ през 1928 г. Сътрудничи на в. „Наковалня“, „Ведрина“, „Литературен глас“, „Лик“, „Кормило“, „Вестник на жената“, „Вик“, „Свят“, „Звезда“, „Нов път“ и на много детски периодични издания. През 1933–1935 г. е член на Съюза на трудовоборческите писатели. Специализира френски език и литература в Париж (1937–1939 г.), където е лектор по български език в училището за живи източни езици при проф. Л. Болийо. Лектор по френски език в Държавната политехника (1942–1948 г.).
Съредактор и съиздател е с брат си Емил Коралов на седмичен вестник за юноши и библиотека „Весела дружина“ (1933–1948 г.). Издател и редактор е на библиотеката „Герои“ (1940–1943 г.) с илюстратор Вадим Лазаркевич, вестника за деца „Весело лято“ (1938–1941 г.) и библиотеката „Незабравки“ (1946–1947 г., заедно с Ел. Бояджиева).
Благодарение на контактите си с френските сюрреалисти от 30-те години на XX век, Лъчезар Станчев посреща през 1950 г. в София френския поет Пол Елюар и съдейства за неговия превод адаптация на френски език на поезията на Христо Ботев.
Лъчезар Станчев е основател и главен редактор на списанията „Славейче“ (1957–1967 г.), „Чавдарче“ (1946–1948 г.) и „Дружинка“ (1948–1949 г.). Пише за деца и младежи весели стихове, гатанки, въртележки, верижки, приказки, броилки, романи („Борба под земята“). Пиесата му „Вълшебното перо“ се играе в Народния театър за младежта през 1966 г. (в гл. роли: Гинка Станчева и Димитър Буйнозов).
Членува в Българския ПЕН клуб.

## Творчество
Награда от СБП получава за дебют (на 22 години, 1930 г.) за стихосбирката „Безшумни дни“ — рецензирана от Петър Динеков с начало лиричната „Капка" посветена на Атанас Далчев.
Висока оценка на поезията на Лъчезар Станчев от 30-те години на XX век дават негови колеги писатели: през 1937 г. е приет с тайно гласуване за член на Съюза на българските писатели с председател Добри Немиров, като получава най-много гласове измежду всичките 48 кандидати (от Ран Босилек, Д.Б. Митов, Георги Цанев, Славчо Красински, Димитър Талев, Змей Горянин ... до Христо Радевски, Чудомир и Георги Караславов). Не се обвързва с литературен кръг и отказва на Владимир Василев да сътрудничи на сп. „Златорог“. Цикълът стихове „Париж под слънце“ е награден на анонимен конкурс „Проф. Ив. Шишманов“ през 1938 г.
По думите на Надежда Стоянова, той с „кристална чистота на стиха“ извисява любов и усмивка над градския „дзифт“ и възвестява „пролет на булеварда“, за да отхвърли първи в своя век господстващата представа за покварата на града.
„Наизуст знаехме неговите неща и всички се влияехме“ си спомнят от „звездната плеяда“ поети от 40-те години на XX век (Вутимски, Геров, Валери Петров). Текстът на песента „Усмивката“ с музика от Митко Щерев става хит на група „Трамвай №5“.
За книгата „Земя под слънце“ — коментирана от Йордан Бадев във в. „Зора“, Лъчезар Станчев получава голямата годишна награда за поезия през 1939 г.
През 1941 г. заедно с Р. Мутавчиев съставя антология от български поети — „Македония в песни“, със стихове от Иван Вазов до неизвестния по онова време поет Никола Йонков (Вапцаров). Антологията е публикувана в тираж 4000 бр. от издателство „Чипев“ с предговор от проф. Александър Балабанов.
Поддържа близки отношения и води кореспонденция с Елин Пелин, Елисавета Багряна, Ран Босилек, Ненко Балкански, А. Е. Баконски, Илия Бешков, Александър Вутимски, Марин Големинов, Атанас Далчев, Петър Динеков, Васка Емануилова, Морис Карем, Емил Коралов, Славчо Красински, Леда Милева, Александър Муратов, Милко Ралчев, Асен Разцветников, Петър Стъпов, Тодор Харманджиев, и съседите: проф. Александър Балабанов, проф. Георги Веселинов, Александър Геров, Борис Делчев, Тодор Динов, Радой Ралин, Емилиян Станев и Николай Хайтов.
Превежда „Стихии" от Емил Верхарен, „Песен за Роланд“, „Училище за жени“ от Молиер, „Джинове“ от Виктор Юго, както и редица произведения от Боало, Пол Елюар, Луи Арагон, Морис Карем, Ален Боске, Никита Станеску, Ана Бландиана.
Лъчезар Станчев помага за първите поетични творби на Александър Вутимски, Александър Геров, Евтим Евтимов. Негови творби са илюстрирани от художници като Нева Тусузова, Вера Лукова, Преслав Кършовски, Вадим Лазаркевич, Марио Жеков, Илия Петров, Борис Ангелушев, Дечко Узунов, Стоян Венев и Борис Димовски. По негови стихове пишат песни Панайот Пипков, Светослав Обретенов, Парашкев Хаджиев, Петър Ступел, Митко Щерев и др.

## Памет
На Лъчезар Станчев е наречена улица в София (Карта).

### Произведения за възрастни
- „Безшумни дни“ (1930 г.) — награда за дебют от Съюза на българските писатели.
- „Дни и нощи“ (1928 г.) — стихове и разкази, с Емил Коралов, Орлин Василев, Тодор Харманджиев, Иван Вельов.
- „Пролет на булеварда“ (1933 г.).
- „Хора по стрехите“ (1935 г.).
- „Земя под слънце“ (1939 г.) — наградена с голямата годишна награда за поезия през 1939 г.
- „Македония в песни“ — антология с предговор от проф. Ал. Балабанов, издадена през 1941 г.; преиздадена фототипно през 2022 г.
- „Очертания“ (1971 г.).
- „Приказка за бай Стоян“ — с илюстрации от Борис Димовски (1986 г.).
- „Пролетни водопади“ (1988 г.).
- „Влюбени булеварди“ — подредба от Радой Ралин (1993 г.).
- „Париж под слънце“ и благи думи от съвременници (1998 г.).
- „Париж и Елена — Охридската принцеса“ (2008 г.).
- „Поета на усмивката“ — диск със стихове прочетени от автора, изд. ЦАПК „Прогрес“ ООД (2008 г.).
- „Капка“ — избор и подредба от Светлозар Игов, изд. ИК „Жанет 45“ (2018 г.).

### Произведения за деца
- „Зайо Байо воденичар“ (1933 г.).
- „Лудориите на Летка — Бежковата братовчедка“ (1934 г.).
- „Щъркел шарен дългокрак“ (1938 г.).
- „Борба под земята (Намереното съкровище)“ (1938 г.).
- „Веселба в гората“ (1938 г.).
- „Юнашка дружина“ (1938 г.).
- „В царството на буквите“, в съавторство с Орлин Василев (1942 г.).
- „Българска олимпиада с най-весела награда“ (1943 г.).
- „Весели приключения“ — с илюстрации от Вадим Лазаркевич (1943 г.).
- „Горска приказка“ (1944 г.).
- „Кой ще ни познае“ (1945 г.).
- „Умният рибар“ (1946 г.).
- „Заю, Ежко и Лисана“ (1949 г.).
- „Аз съм вече ученик“ (1955 г.).
- „Гости крилати от страни непознати“ (1946 г., 1958 г.).
- „Ех да може“ (1946 г., 1963 г.).
- „Боички сестрички“ (1967 г.).
- „Приказни пътеки“ — изд. „Народна младеж“, София, Биб. Дъга (1967 г.).
- „Бойко на чудните острови“ (1972 г., 2005 г.).
- „Малкият моряк от Девня“ (1946 г., 1974 г.).
- „Въртележка смешка“ (1978 г.).
- „Кой освободи Топлия вятър“ (1979 г., 2005 г.).
- „Облаци с картинки“ (1983 г.).
- „Многознайка — 100 гатанки и още нещо“ (1983 г.).
- „България е моята родина“ (1946 г., 1985 г.).
- „Приказка за житото и жълтичката“ (1946 г., 1986 г.).
- „Приказни пътешествия“ (1946 г., 1987 г.).
- „Горската воденица“ (2005 г., 2015 г.).
- „Смешки с черешки“ — изд. „Фют“, София (2018 г.).

### Песни хитове
Текстът на песента „Усмивката“ („Усмивката, тя води двама млади към върхове и звездопади“) с музика от Митко Щерев става популярен с изпълнението на групата „Трамвай 5“. „Усмивката“ е в диска „Дългото пътуване“ (2007 г.).
Текстът на песента „Усмивката“ с музика в стил реге от Митко Щерев е публикуван в диска „Усмивката“ с изпълнения на групата „Диана експрес“ (2018).

### Преводи
- Молиер, Училище за жени. Комедия в стихове. С., Хемус, 1940. (Преводът е игран на сцените на Народния театър в София, Пловдив и Русе);
- Расин, Жан. Митридат – 1673 г. Трагедия., сп. Септември 1958, кн. 8, с. 87 – 133
- Верхарен, Е. Стихии. Избрани стихотворения и поеми. С., НК, 1965
- Карем, М. Кафез за щурци, С., 1977
- Боске, А., Завещания, С., НК, 1984
- Песен за Роланд. Поема. Прев. в стихове от старофренски по Оксфордския ръкопис. 4000 стиха. С., Нар. Култура, 1985
- Песен за Роланд, превод от старофренски: Лъчезар Станчев, 1985
- Верхарен, Е. Възхвала на вятъра. Превод от Гео Милев, Елисавета Багряна, Лъчезар Станчев, изд. С., НК, 1986

## За него
- Българската критика за акритическата проблематика (Лъчезар Станчев: „Песен за Роланд и нейното време“, Предговор към „Песен на Роланд“, С., 1985 г.). Съставители: Кирил Топалов, Боян Биолчев, Валери Стефанов. Сборник. С., УИ „Св. Климент Охридски“, 2004
- Лъчезар Станчев от 30-те до игото на Париж и „Усмивката“. Литературнокритически и юбилеен сборник. С., Институт за литература — БАН ИЦ „Боян Пенев“, 2011